# Mario Palmisano
Mario Palmisano (ur. 28 maja 1978 w Neapolu) – włoski wioślarz.

## Osiągnięcia
- Mistrzostwa Świata Juniorów – Monachium 1994 – ósemka – 12. miejsce[1].
- Mistrzostwa Świata Juniorów – Poznań 1995 – czwórka ze sternikiem – 6. miejsce[1].
- Mistrzostwa Świata Juniorów – Glasgow 1996 – dwójka ze sternikiem – 2. miejsce[1].
- Mistrzostwa Świata – Aiguebelette 1997 – czwórka ze sternikiem – 2. miejsce[1].
- Mistrzostwa Świata – Kolonia 1998 – ósemka – 5. miejsce[1].
- Mistrzostwa Świata – St. Catharines 1999 – ósemka – 6. miejsce[1].
- Igrzyska Olimpijskie – Sydney 2000 – ósemka – 4. miejsce[1].
- Mistrzostwa Świata – Lucerna 2001 – czwórka bez sternika – 6. miejsce[1].
- Mistrzostwa Świata – Sewilla 2002 – ósemka – 5. miejsce[1].
- Mistrzostwa Świata – Mediolan 2003 – ósemka – 7. miejsce[1].
- Mistrzostwa Świata – Banyoles 2004 – dwójka ze sternikiem – 1. miejsce[1].
- Mistrzostwa Świata – Gifu 2005 – ósemka – 2. miejsce[1].
- Mistrzostwa Świata – Eton 2006 – ósemka – 2. miejsce[1].
- Mistrzostwa Świata – Monachium 2007 – ósemka – 5. miejsce[1].
- Mistrzostwa Europy – Montemor-o-Velho 2010 – dwójka ze sternikiem – 2. miejsce[1].